# Puelches
Puelches è una città dell'Argentina, capoluogo del dipartimento di Curacó nella provincia di La Pampa.